# 李冠毅 (時尚設計師)
李冠毅（英語：Kevin Lee，1970年10月31日—），台灣高雄人，近年移居中國上海，為自媒體人。
過去為東西全球文創集團執行長暨發行人，香港《WestEast 東西雜誌》、台灣《WE People 東西名人雜誌》之創辦人、發行人、總編輯及創意總監。

## 生平
1970年出生於台灣高雄。1986年成為「凱渥」的模特兒，之後並跨足演藝圈，成為滾石唱片旗下子公司「巨石音樂」的歌手，並於1991年出版個人專輯《放開你》。
1993年留學巴黎，進入創校150多年的法國ESMOD服裝設計學院主修高級訂製服，1997年畢業後李冠毅留在巴黎時尚界工作，從事服裝設計、採購、流行企劃、傳播媒體等行業。
2000年李冠毅自巴黎搬至紐約定居時，創辦一本以「東方」為主導之時尚文化領域雜誌的念頭。2001年底李冠毅在香港創辦了《WestEast 東西雜誌》。不到一年的光景，《WestEast 東西雜誌》獲得《CB新聞雜誌》評選為全球最IN的9本雜誌之一。
2005年《WE MEN東西男人雜誌》於香港創刊，並在同年9月發行台灣版。2006年李冠毅回到故鄉台灣，創辦《WE People 東西名人雜誌》，同年獲「中國風尚大典」之「風尚終身成就獎」
李冠毅在2007年名列香港媒體的「50大潮流揸Fit人」，為該媒體自行評選之中港台三地時尚界具影響力的50人之一。
2009年6月於台北君悅飯店舉辦「2009東西名人慈善義賣晚宴」，並頒發2009年台灣地區十大最佳衣著品味人士獎項。。
2011年12月於台北W飯店舉辦東西媒體集團十週年晚宴。
2012年9月於台北君悅飯店舉辦「2012喜願東西名人慈善晚宴」。
2013年7月與喜願協會攜手合作，舉辦「Walk for Wishes喜願圓夢幸福花園慈善健走」活動。
2018年8月李冠毅出版個人首本著作《自在做自己》。同年於上海創辦 Modelnomy模特界，李冠毅期望以時尚為根，模特為本，將當代中國文化之美推向全球。

## 爭議言論
2018年5月2日於臉書個人頁面發表【蔡總統，台灣不需要悲情行銷，請給我們富足和更好的願景！】一文，引用蔡英文參選總統時跑行程的側拍照片，文章意指蔡英文以總統身份「做秀」、「打悲情牌」、建議「換掉行銷團隊」，引起各界討論。

## 外部連結
- 時尚專家李冠毅 甩肉10公斤不復胖 （页面存档备份，存于）
- 李冠毅專訪
- 李冠毅搞時尚 謝黑道老爸 （页面存档备份，存于）